# Sexus
Sexus est un roman autobiographique d'Henry Miller publié en 1949.
Première partie de la trilogie intitulée La Crucifixion en rose, le livre décrit les épisodes de sa liaison avec Mara-Mona (June Miller) en 1923-1924 qui aboutissent à son divorce avec Maude (Beatrice Sylvas Wickens).

## Résumé
Au lendemain de sa première rencontre avec Mara, le narrateur pense qu'une nouvelle vie s'offre à lui. Il court emprunter de l'argent à droite et à gauche, à ses amis ou ses collègues de la Compagnie cosmodémonique des télégraphes,, et peut l'inviter au restaurant.
Leur liaison est un amour absolu, immédiatement charnel et échevelé. Mara semble posséder tous les détours et les parts d'ombre qui font d'elle l'égale du narrateur. Elle est entraîneuse dans le dancing où il l'a rencontrée et se dévoue pour son père, un tendre comme le narrateur, mais est rançonnée par le reste de sa famille et couvée par les vieux habitués du dancing, dont Carruthers qui dans les débuts, héberge Mara dans sa garçonnière. 
La narration suit le cours de la vie et des pensées du narrateur : une vie ponctuée par les visites à ses amis en attendant les rendez-vous avec Mara ; il y a  Ulric l'artiste, le Docteur Kronski, etc., tous des êtres ratés et mal mariés, mais qui donnent l'occasion au narrateur de montrer sa verve sur les questions esthétiques. Il est hanté lui-même d'un fourmillement de pensées, tournant autour de toutes les femmes qu'il a eues, se remémorant ses relations sexuelles dans les moindres détails, réfléchissant au lien entre la beauté de la femme et son écriture, et finalement sur ses dons d'écrivains et d'observateurs que certains de ses amis admirent et dont il est très conscient.
À la suite d'un piège de sa femme, il est surpris nu avec Mara et doit accepter le divorce et les charges subséquentes. Il s'installe avec elle dans le Bronx, une pension officieuse absolument miteuse où Mara dépérit, hantée par les remords d'avoir provoqué le divorce. Lorsque le narrateur reçoit un coup de téléphone pour lui dire que Mara est dans un état critique, il est en train de besogner son ex-femme, et continue après le coup de téléphone, comme il aurait fait avec toutes les femmes qui défilent dans le livre : hanté par la nécessité du plaisir immédiat, dans une innocence et une totale absence de remords, incapable de ne pas mettre la main à l'entrejambe d'une femme qui lui fait face…
Suivent de longues digressions sur ce qu'évoque l'acte de Mara, au lieu d'une ellipse qui le montrerait directement au chevet de Mara.

## Éditions
Le livre ne sera autorisé en France en traduction intégrale qu'en 1968 par Georges Belmont.
- Obelisk Press, 1949
- Éditions de la Terre de Feu, traduction Jean-Claude Lefaure, 1949
- Buchet-Chastel, 1968
- France Loisirs, 1982
- Le Livre de poche, 1986
- J'ai Lu (2 tomes de 350 pages)  (ISBN 978-2-2772-1283-6) et  (ISBN 978-2-2772-1284-3), 1982